# Putta
Putta (Inghilterra, VII secolo – Hereford, 688) è stato un vescovo britannico, prima ordinario a Rochester e probabilmente il primo vescovo di Hereford. Alcuni storici moderni affermano che i due Puta erano individui distinti..

## Biografia
Beda il Venerabile afferma che, nel 676, Putta fu cacciato da Rochester dal re Elthelred of Mercia, o forse abbandonandolo, si stabilì a Hereford (si dice che fosse il centro di una diocesi già nel VI secolo) e rifondò la Cattedrale di Hereford. È quindi attestato come Vescovo di Uuestor Elih e potrebbe non aver effettivamente ricoperto la carica di Vescovo di Hereford.     Dopo aver lasciato Rochester, Teodoro di Tarso, l'Arcivescovo di Canterbury nominò Cwichelm vescovo di quella sede.
Il cronista medievale Beda afferma che Putta imparò il canto romano dagli studenti di papa Gregorio Magno, e in seguito lo insegnò ai Merciani. Lo storico moderno Henry Mayr-Harting descrive Putta come "un mite maestro della musica antica".
Si pensa che le solite date per il tempo di Putta a Rochester fossero tra il 669 e il 676. Si ritiene che la sua permanenza a Hereford sia iniziata nel 676 e si sia conclusa tra il 676 e il 688. Morì intorno al 688.

## Genealogia episcopale
La genealogia episcopale è:
- Papa Vitaliano
- Arcivescovo Teodoro di Canterbury
- Vescovo Putta di Hereford